# Kevin Durant
Kevin Wayne Durant (Washington, 29 settembre 1988) è un cestista statunitense, che gioca come ala piccola o ala grande negli Houston Rockets.
Conosciuto con il soprannome di KD, è universalmente riconosciuto come uno dei migliori realizzatori e giocatori della storia del basket; con la nazionale statunitense ha vinto i Mondiali in Turchia nel 2010 e quattro medaglie d'oro olimpiche (Londra 2012, Rio 2016, Tokyo 2020 e Parigi 2024). Eletto MVP della stagione NBA 2013-2014, è diventato campione NBA nelle stagioni 2016-17 e 2017-18 con i Golden State Warriors, venendo eletto MVP di entrambe le Finals.

## Biografia
Kevin Durant nasce a Washington il 29 settembre 1988. Ha una sorella, Brianna, e due fratelli, Tony e Rayvonne. Quando Durant era ancora molto piccolo, suo padre abbandonò la famiglia, e questo portò anche al divorzio tra i suoi genitori. Sua nonna, dopo che i suoi genitori si furono separati, aiutò a crescere Durant insieme a sua madre.
Durant, crescendo, ha sempre tifato i Toronto Raptors, perché era un fan di Vince Carter, giocatore NBA. Durant ha giocato per molte squadre nel Maryland, dove conobbe molti futuri giocatori NBA, tra cui Michael Beasley, Ty Lawson, Greivis Vásquez, di cui è tuttora amico. Durant ha incominciato ad usare il numero 35 quando era alla AAU, in onore del suo allenatore Charles Craig, assassinato all'età di soli 35 anni.
Secondo la rivista Forbes nel 2014 è stato il 7º sportivo più pagato del mondo, con 54,1 milioni di dollari.
È da sempre molto attivo per quanto riguarda la beneficenza, soprattutto per i numerosi playground costruiti in tutti gli Stati Uniti d'America e le numerosissime donazioni, tra cui spicca quella da 10 milioni di dollari alle scuole del Maryland, luogo dove è cresciuto.

## Caratteristiche tecniche
(Davide Chinellato, gazzetta.it, 14 novembre 2017)
Ala piccola molto versatile, Durant è un giocatore estremamente abile nella metà campo offensiva – tanto da essere considerato uno dei più grandi attaccanti della storia della NBA –, ma nel corso degli anni ha saputo migliorarsi anche in difesa, dimostrandosi tra le altre cose un ottimo stoppatore (aspetto che ha messo in luce soprattutto nei tre anni nelle file dei Golden State Warriors). Bravo anche in post, è un micidiale tiratore dalla media distanza (preferendolo al tiro da 3 punti, nonostante abbia finora avuto in carriera una buona percentuale realizzativa anche in questa tipologia di tiro) ed è ritenuto, per efficienza, range e volume di tiro, uno dei migliori tiratori di sempre; il suo fade-away, difficilmente contestabile, è stato paragonato a quello di Dirk Nowitzki, al quale Durant si è ispirato.

## Carriera

### NCAA

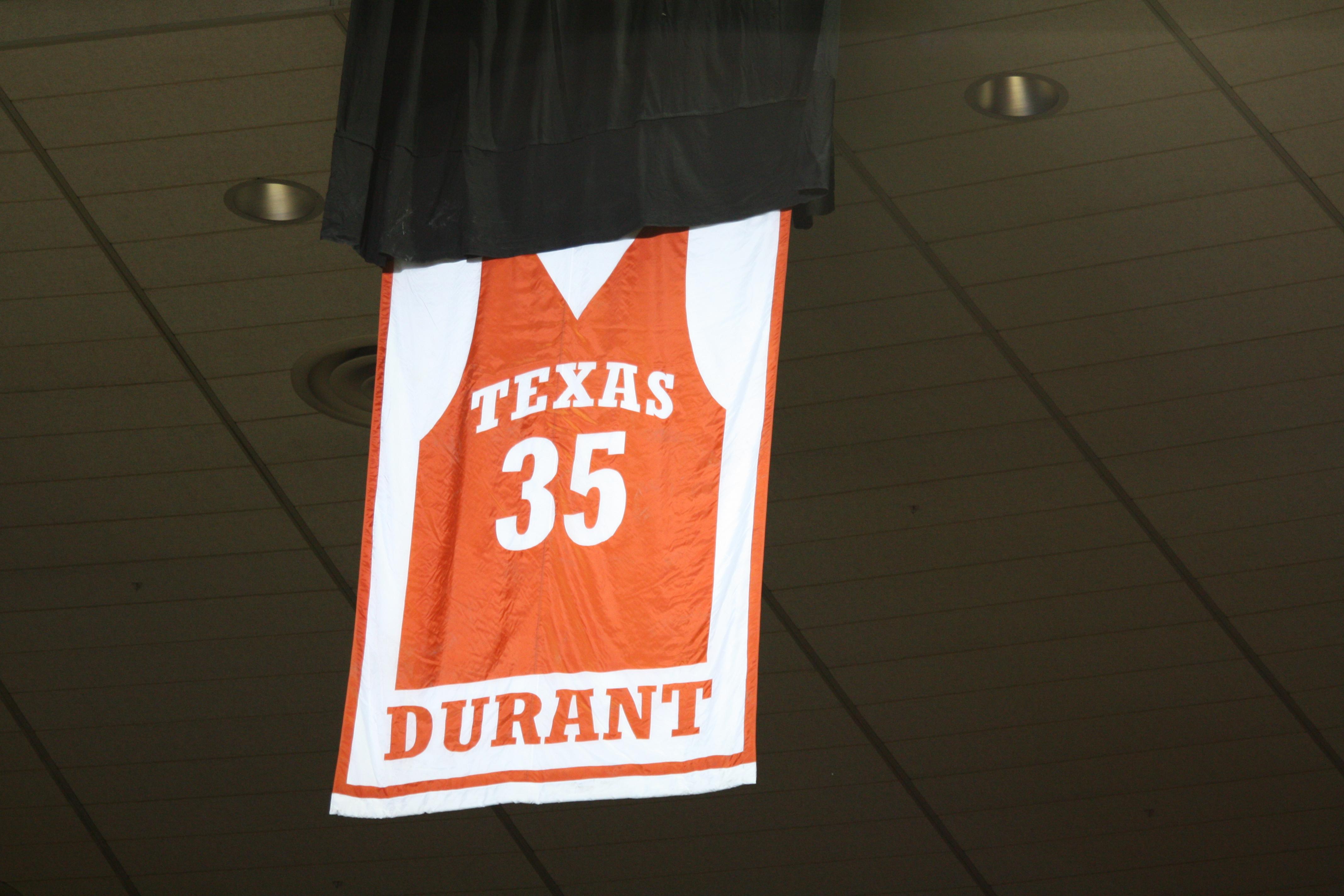
La numero 35 indossata da Durant ritirata dai Texas Longhorns

Durant ha giocato per la University of Texas di Austin, nella Big 12 Conference della NCAA, durante la stagione 2006-07. Nella sua annata da freshman, ricordata come una delle migliori nella storia del College Basketball, ha chiuso con 25,8 punti e 11,1 rimbalzi a gara. Dopo la sua prima stagione scelse di rendersi eleggibile al Draft NBA 2007.

### NBA

#### Seattle Supersonics/Oklahoma City Thunder (2007-2016)

##### 2007-2012: rookie dell'anno e prima finale NBA

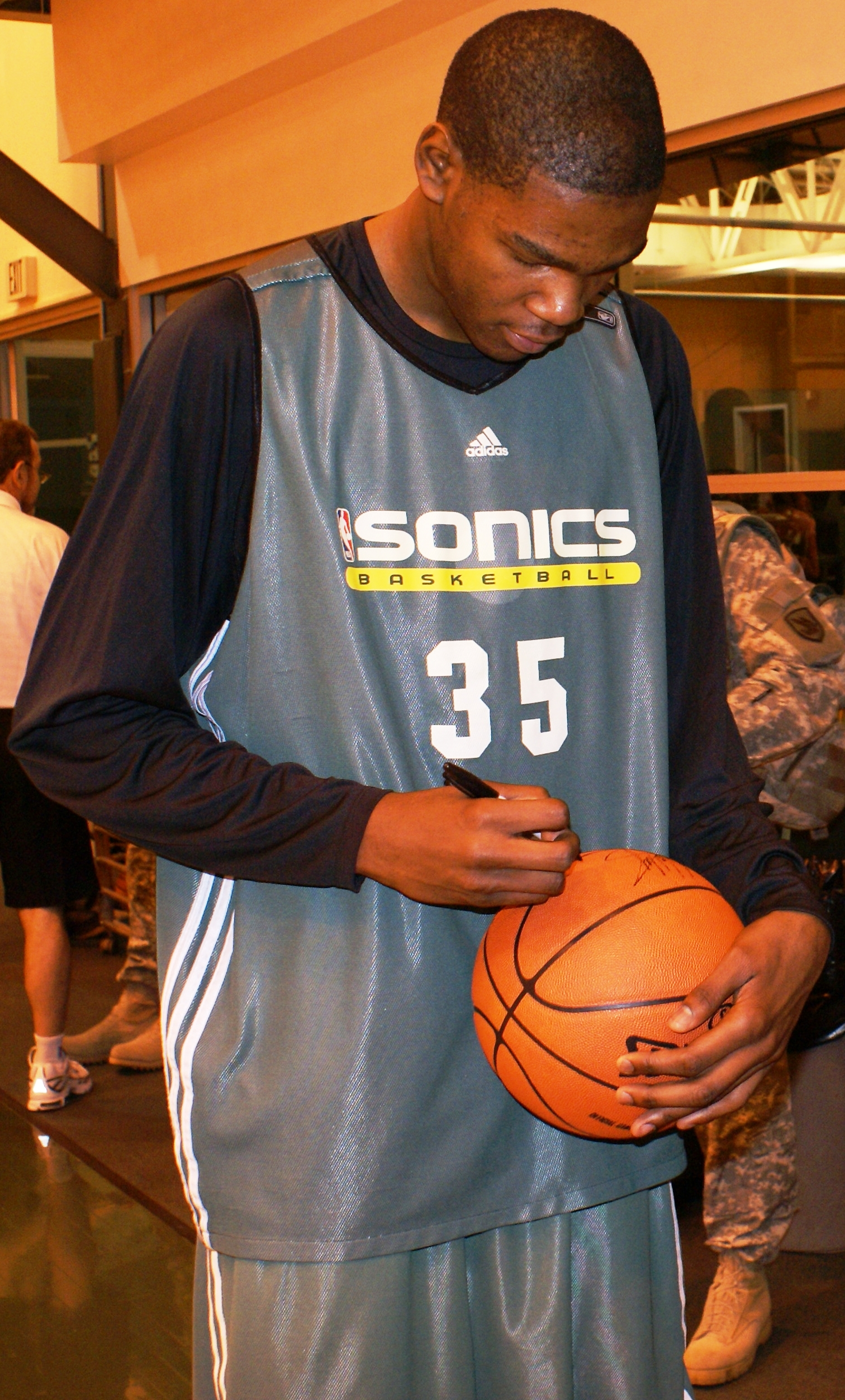
Durant nella sua stagione da rookie

Viene selezionato come seconda scelta assoluta, dopo Greg Oden dei Portland Trail Blazers, nel Draft NBA 2007 dai Seattle SuperSonics. La prima stagione è deludente sul piano dei risultati, ma vede Durant imporsi come Rookie of the Year Award. Nella stagione 2008-2009 la franchigia si sposta a Oklahoma City, assumendo la denominazione di Thunder.
La stagione 2009-2010 vede Durant affermarsi come miglior marcatore NBA con una media di 30,1 punti a partita: è il più giovane giocatore della storia della Lega a laurearsi capocannoniere. Il giocatore disputa per la prima volta in carriera i playoff, grazie ad una stagione da 50 vittorie. L'annata di Durant viene inoltre coronata con la convocazione al suo primo All-Star Game e con l'ingresso nell'All-NBA First Team.

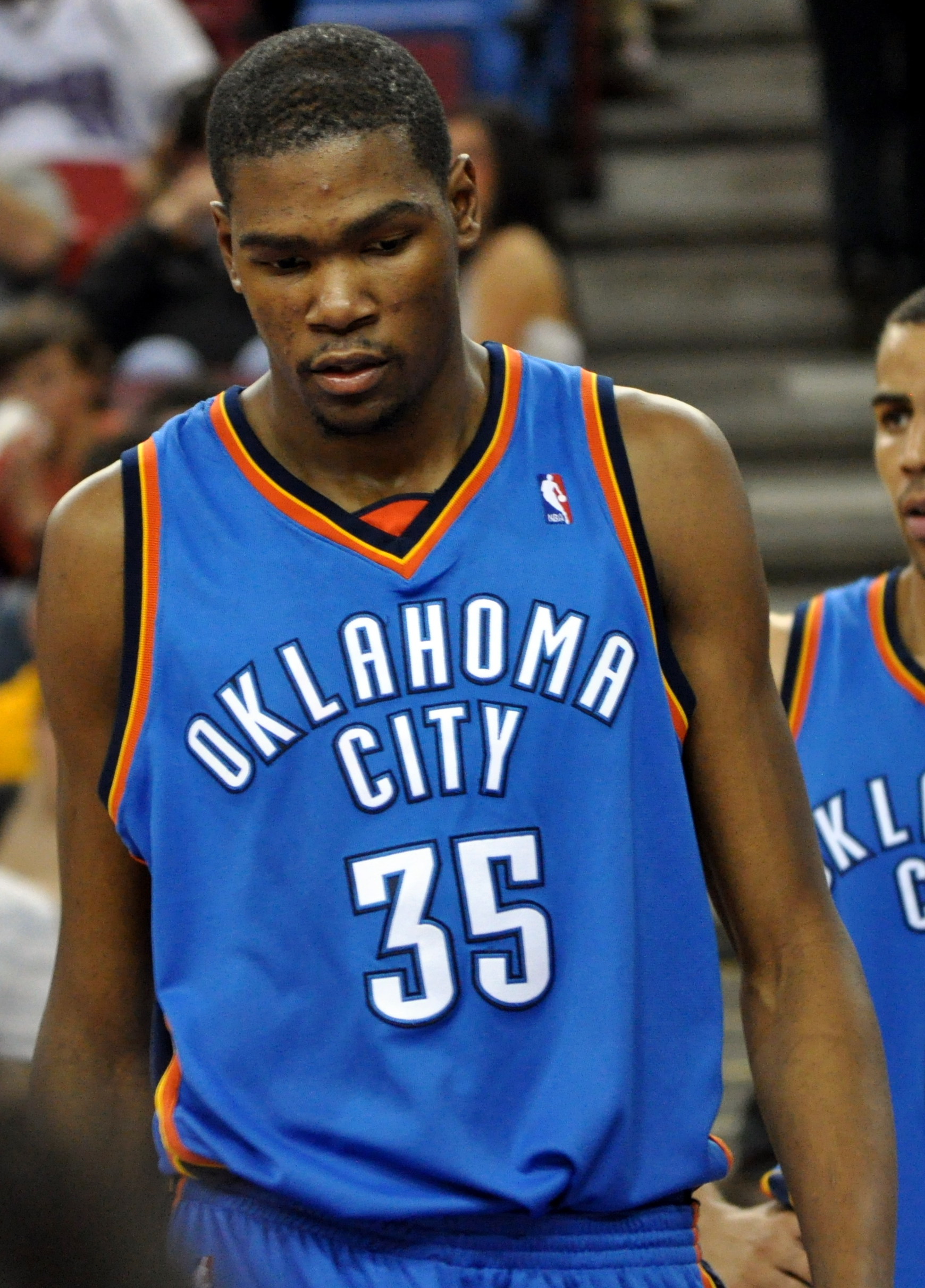
Durant nel 2010 con la maglia away degli Oklahoma City Thunder

Il 4 aprile 2010 stabilisce un nuovo record di franchigia, superando il precedente di Dale Ellis per punti segnati in una singola stagione (il record di Ellis fu stabilito quando la squadra si chiamava ancora Seattle SuperSonics).
La stagione 2010-11 vede i Thunder aumentare il proprio record di vittorie a 55, mentre Durant si conferma top scorer della Lega. Ai play-off i Thunder danno vita ad una bella semifinale di conference contro i Memphis Grizzlies, decisa in gara 7 dai 39 punti di Durant. In finale di conference i Thunder escono sconfitti per 4-1 dai Dallas Mavericks, futuri campioni.

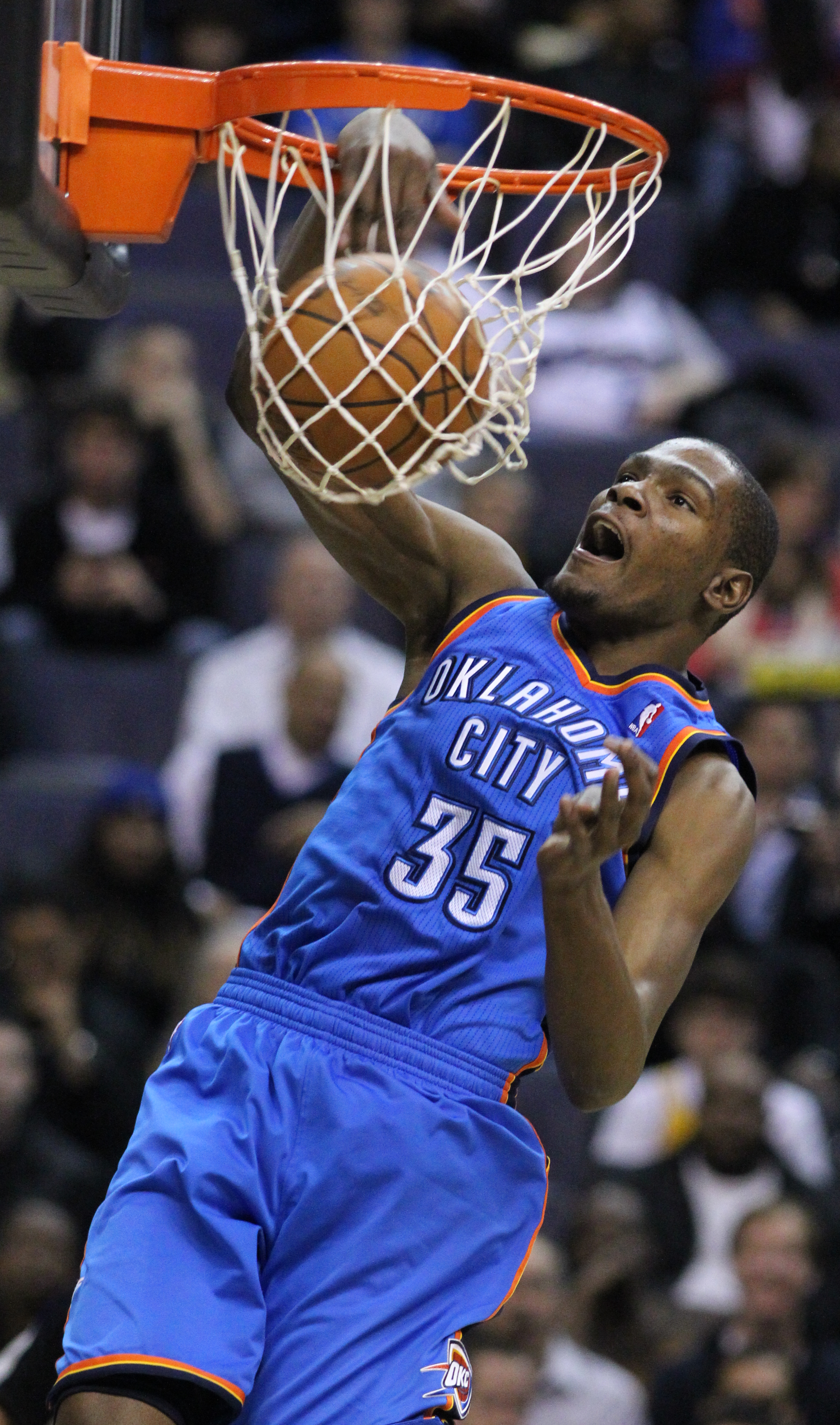
Durant schiaccia nel 2011

La stagione successiva, accorciata a causa del lock-out, vede un ulteriore miglioramento per i Thunder che ottengono il secondo record ad Ovest (47-19) dietro soltanto agli Spurs. Durant si conferma per il terzo anno consecutivo il miglior realizzatore della lega, incrementando inoltre il proprio apporto a rimbalzo e nel numero di assist. Si classificherà secondo nella classifica per il titolo di MVP, dietro solo a LeBron James. All'All-Star Game, tenutosi ad Orlando, vince il titolo di miglior giocatore dell'evento, conducendo l'Ovest alla vittoria con 36 punti. Ai playoff i Thunder eliminano i Dallas Mavericks (4-0), campioni in carica. Superati anche i Los Angeles Lakers (4-1), e i San Antonio Spurs (4-2), giungono in finale NBA contro i Miami Heat, che si impongono per 4-1 nonostante il livello altissimo tenuto nella serie da Durant.

##### 2012-2016: il titolo di MVP e la sconfitta in finale di conference

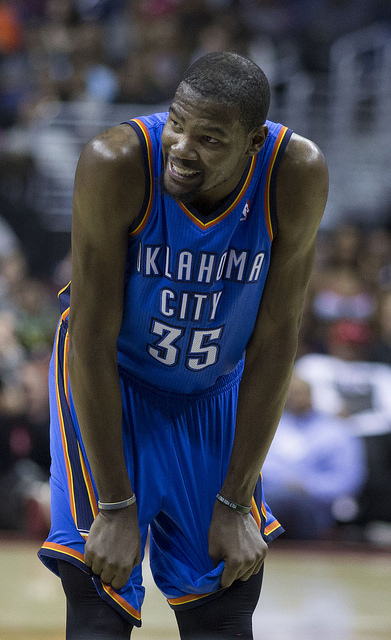
Durant nel 2014

Il 18 novembre 2014 Durant realizza la prima tripla doppia in carriera nella partita interna contro i Golden State Warriors, dove mette a referto 25 punti, 13 rimbalzi e 10 assist. Chiude l'anno come secondo marcatore della lega con 28.1 punti di media e i Thunder sono primi ad ovest. Al primo turno di playoff eliminano 4-2 gli Houston Rockets (Durant segna 41 punti nella decisiva gara 6) ma vengono eliminati al secondo turno dai Memphis Grizzlies per 4-1.
Durante la regular season 2013-2014 Durant supera il record di quaranta partite consecutive con venticinque o più punti, precedentemente stabilito da Michael Jordan, raggiungendo quota quarantuno.
Durante questa striscia (17 gennaio) realizza il suo career-high per punti contro i Golden State Warriors, realizzandone 54, con un 19/28 al tiro, con 4 rimbalzi e 6 assist. Il 6 maggio 2014 viene eletto per la prima volta in carriera MVP della regular season superando LeBron James e Blake Griffin, diventando inoltre il quarto giocatore della storia a raggiungere i 32 punti, 7 rimbalzi e 5 assist di media in una stagione e il primo, dopo Allen Iverson, a conseguire l'accoppiata MVP-classifica punti. I suoi Thunder perderanno in Finale di Western Conference contro i San Antonio Spurs (che si laureeranno campioni NBA) per 4-2, nonostante una rimonta dei Thunder da 0-2 a 2-2 e le ottime prestazioni offerte da Durant.
Nella stagione 2014-2015 i Thunder non si qualificano per i playoff a causa dei problemi al piede di Durant, che giocherà solo 25 partite. Nell'annata successiva la franchigia di Oklahoma City giunge terza ad Ovest, e Durant viene incluso nel secondo quintetto All-NBA. I Thunder arrivano in finale di conference, dove vengono sconfitti per 4-3 dai Golden State Warriors, nonostante il vantaggio per 3-1 nella serie.

#### Golden State Warriors (2016-2019)

##### 2016-2018: i due titoli NBA e di MVP delle Finals

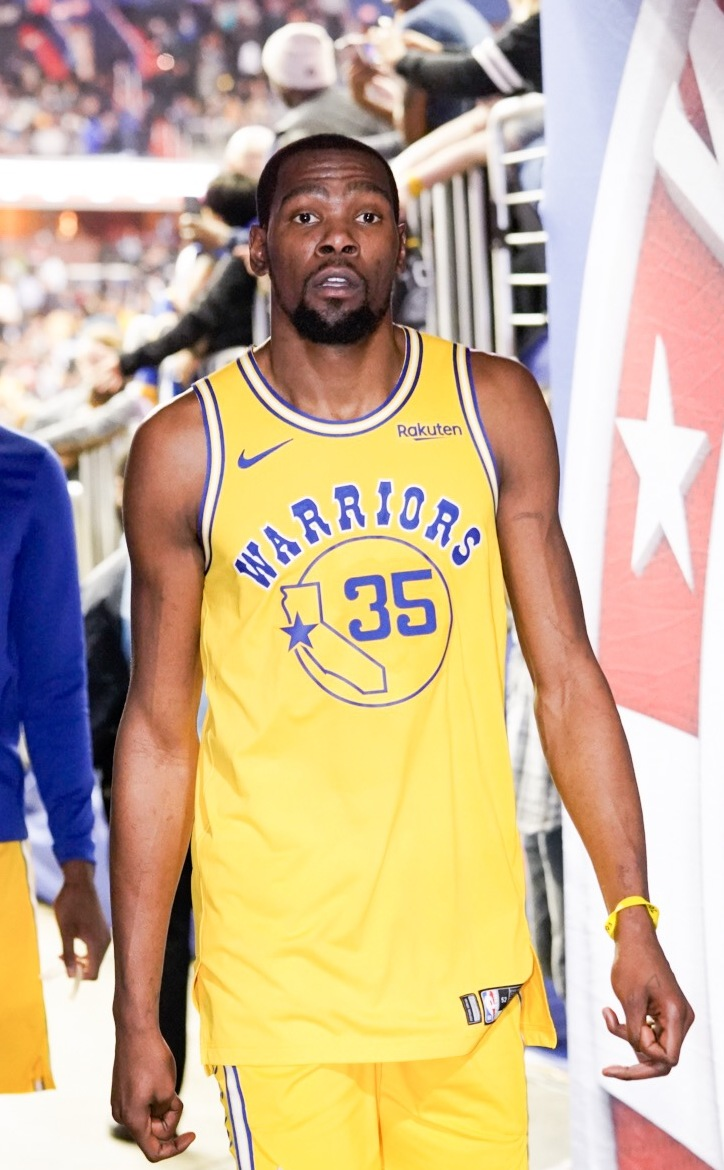
Kevin Durant ai Golden State Warriors nel 2019

Scaduto il contratto con i Thunder, a stagione conclusa Durant diventa free agent senza restrizioni. Dopo essersi incontrato con diverse squadre, Durant annuncia la sua decisione di unirsi ai Golden State Warriors con un messaggio pubblicato su The Players Tribune. La scelta del giocatore provoca reazioni negative da parte dei tifosi degli Oklahoma City Thunder, che bruciano le magliette con il suo nome (come già accaduto quando LeBron James lasciò i Cleveland Cavaliers per accasarsi ai Miami Heat). Viene nominato titolare all'All Star Game, dove realizza una tripla doppia (quarto di sempre a riuscirci). Il 12 giugno 2017 si laurea campione NBA per la prima volta in carriera battendo i Cleveland Cavaliers in gara 5 (4-1 la serie). Grazie al suo eccezionale contributo alla squadra, viene eletto MVP delle Finals 2017.
L'anno seguente, nel giugno 2018, Durant si laurea nuovamente campione NBA dopo la vittoria sui Cavs con un netto 4-0, e diviene il sesto giocatore di sempre a ricevere il riconoscimento personale di MVP delle Finals in due stagioni di fila.

##### 2018-2019: la rottura del tendine d'Achille
Dopo avere disputato la "solita" regular season da 26 punti di media a partita, nel corso dei playoffs (da segnalare i 50 punti di KD in gara 6 in casa dei Clippers con 38 punti nel primo tempo, ad un solo punto dal record all time di "Sleepy" Floyd per punti in un tempo in postseason) Durant è vittima di uno stiramento al polpaccio in gara 5 delle semifinali di conference contro gli Houston Rockets, ma la sua squadra riesce a eliminare i texani e a superare agevolmente Portland nel turno successivo, raggiungendo così le Finals. Durant è costretto a saltare anche le prime quattro partite delle Finals contro i Toronto Raptors, poi, nonostante le precarie condizioni fisiche, rientra per gara 5 nel tentativo di rimontare i canadesi (in vantaggio per 3-1 nella serie): anche se visibilmente limitato dall'infortunio, Durant è devastante in avvio di partita con 11 punti in 12 minuti e 3-5 al tiro, ma nel secondo quarto, durante un 1vs1 col suo amico Serge Ibaka, si rompe il tendine d'Achille. Senza il suo miglior giocatore e per di più col successivo infortunio al crociato di Klay Thompson, Golden State finisce per perdere la serie 4-2, e di conseguenza anche il titolo, in favore dei Raptors.

#### Brooklyn Nets (2019-2023)
Nella off-season Durant annuncia il passaggio ai Brooklyn Nets, con gli amici Kyrie Irving e DeAndre Jordan, firmando un quadriennale da $164 milioni di dollari nonostante debba ancora recuperare da un brutto infortunio e la certezza della sua assenza nell'intera stagione successiva. Nell'occasione comunica che indosserà la casacca numero 7, abbandonando così l'iconico 35.
Dopo una stagione ai box per i problemi al tendine, debutta con i Nets il 23 dicembre 2020 proprio contro i Golden State Warriors, realizzando 22 punti. In gara 5 delle semifinali di conference contro i Milwaukee Bucks, nonostante l'assenza di Kyrie Irving per infortunio e i problemi fisici di un James Harden acciaccato ma comunque in campo, Durant trascina i Nets sul 3-2 con una tripla doppia da 49 punti, 17 rimbalzi e 10 assist. Anche nella decisiva gara 7 Durant continua a trainare la squadra, realizzando tra l'altro il tiro forzato allo scadere che manda la partita ai supplementari, tuttavia i suoi 48 punti finali (record NBA per una gara 7) non sono comunque sufficienti per battere i Bucks che finiscono per imporsi 115-111.
Il 3 aprile 2022 Durant realizza il suo personale career-high di punti facendo 55 punti in casa degli Atlanta Hawks ma perdendo con il risultato finale di 122-115.

#### Phoenix Suns (2023-2025)
Il 9 febbraio 2023 passa, insieme a T.J. Warren, ai Phoenix Suns, in cambio di Mikal Bridges, Cameron Johnson, Jae Crowder, quattro prime scelte non protette ai Draft degli anni successivi (2023, 2025, 2027 e 2029) e la possibilità di scambiare le scelte al Draft 2028.
Insieme a Devin Booker e Bradley Beal formano un trio con alte aspettative, ma i Suns non le rispettano: nei playoff 2023 perdono per 4-2 nelle semifinali di Conference contro i Denver Nuggets di Nikola Jokić, futuri campioni, nel 2024 vengono eliminati dai Minnesota Timberwolves di Anthony Edwards al primo turno con un 4-0 senza appello, mentre nel 2025 non raggiungono nemmeno la post-season.
Houston Rockets (2025-
Il 22 Giugno 2025 decide di trasferirsi agli Houston Rockets in cambio di Jalen Green,Dillon Brooks e la scelta numero 10 del Draft 2025. Questo scambio diventa successivamente una trade a 7 squadre, record nella storia NBA.

### Nazionale

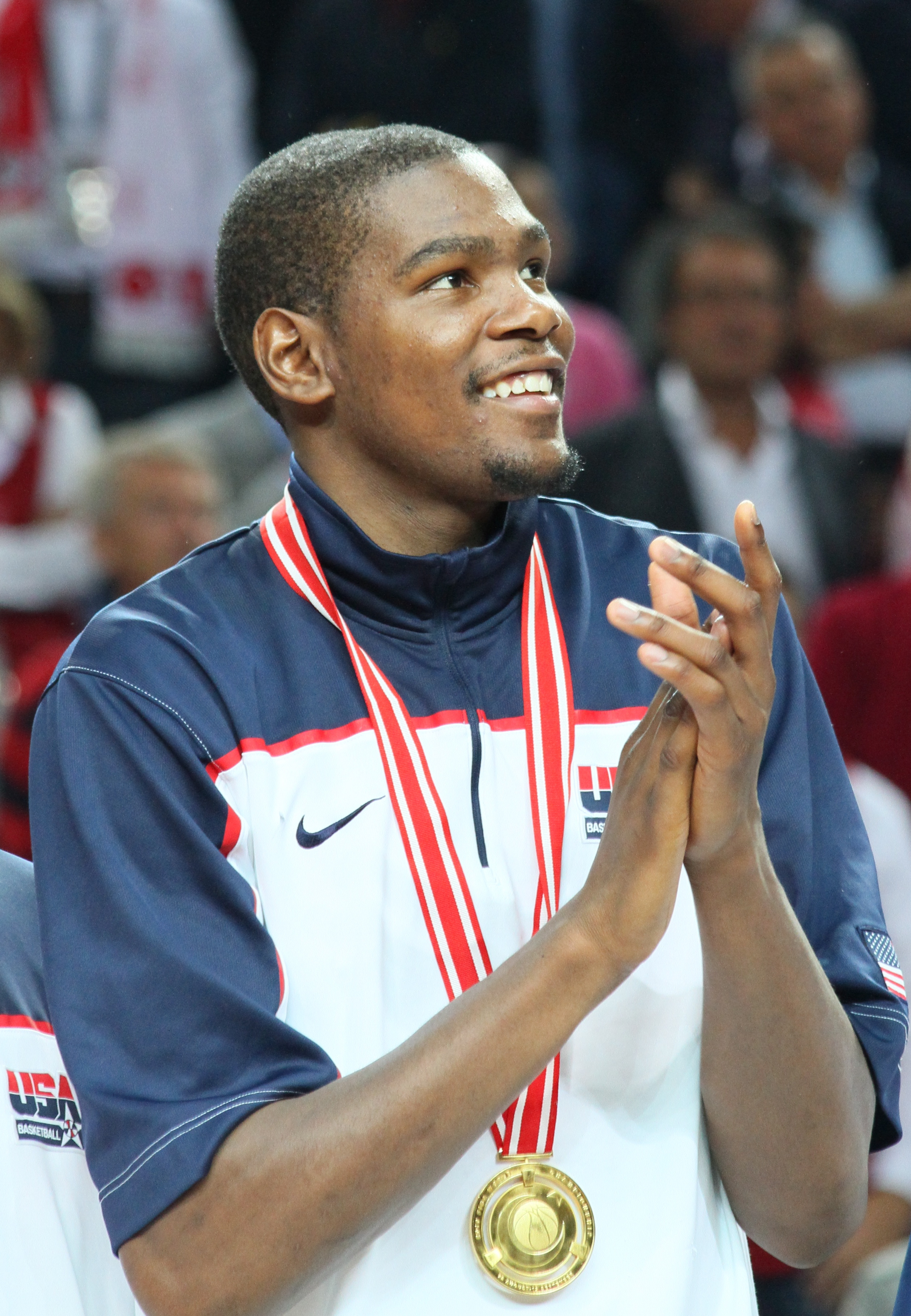
Durant con l'oro dei mondiali del 2010

Convocato per i mondiali 2010 in Turchia, Durant guida il Team USA al titolo mondiale, con grandi prestazioni offensive soprattutto nella fase ad eliminazione diretta. A fine torneo verrà nominato MVP della manifestazione iridata. Nella semifinale Durant mette a segno 38 punti contro la Lituania stabilendo così la miglior prestazione per punti segnati da parte di un membro del Team Usa in una competizione internazionale. A fine torneo, Durant è il miglior realizzatore del Team USA con una media di 22,7 punti a partita.
Nel 2012 viene convocato per partecipare alle Olimpiadi di Londra, che con Kobe Bryant, LeBron James, Carmelo Anthony e altri ancora, forma una super-squadra di grandi campioni. Team USA vince la medaglia d'oro e Durant è il miglior realizzatore in finale sulla Spagna (30 punti) e della squadra nel torneo olimpico con una media di 19,5 punti a partita.

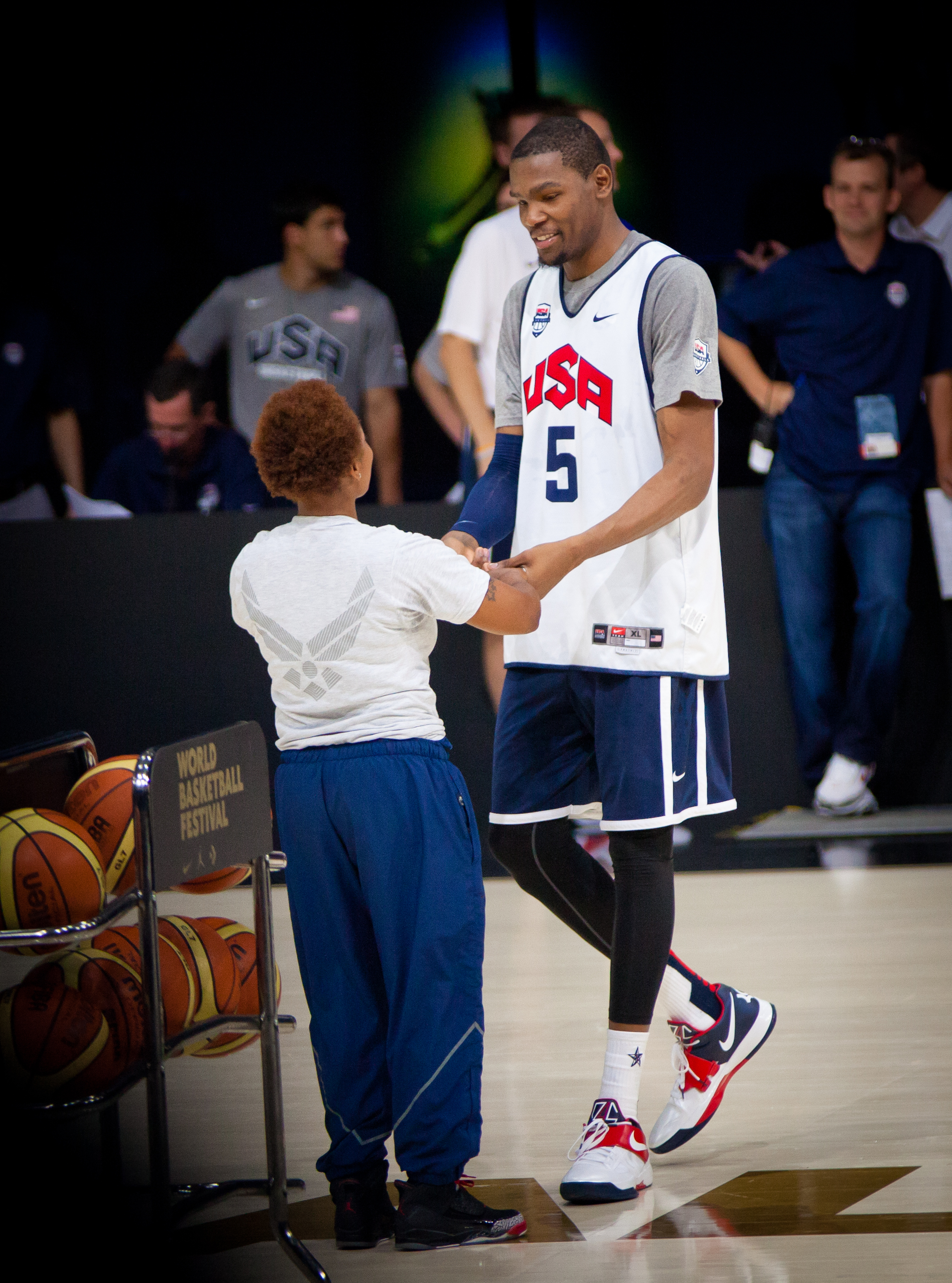
Durant a Londra 2012

Durant si ripete anche ai Giochi di Rio 2016, vincendo la medaglia d'oro in finale sulla Serbia (96-66 il punteggio), realizzando 30 punti e nel torneo olimpico una media di 19,4 punti a partita per il Team USA.
Viene convocato anche per i successivi giochi olimpici disputati a Tokyo nel 2021. Dopo un incerto inizio suo e della squadra (sconfitta dalla Francia nel match d'esordio), Durant trascina Team Usa alla conquista del quarto oro olimpico consecutivo (terzo personale), battendo nei quarti la Spagna 95-81 con 29 punti a referto; in semifinale l'Australia 97-78 con 23 punti e in finale la rivincita con la Francia in un match molto equilibrato: 87-82 il punteggio per gli Usa con 29 punti personali. Chiude il torneo olimpico con 20.7 punti a partita di media.

## Statistiche
| † | Denota le stagioni in cui ha vinto il titolo |
| * | Primo nella lega                             |

### NCAA
| Anno      | Squadra         | PG | PT | MP   | TC%  | 3P%  | TL%  | RP   | AP  | PRP | SP  | PP   |
| --------- | --------------- | -- | -- | ---- | ---- | ---- | ---- | ---- | --- | --- | --- | ---- |
| 2006-2007 | Texas Longhorns | 35 | 35 | 35,9 | 47,3 | 40,4 | 81,6 | 11,1 | 1,3 | 1,9 | 1,9 | 25,8 |
| Carriera  | Carriera        | 35 | 35 | 35,9 | 47,3 | 40,4 | 81,6 | 11,1 | 1,3 | 1,9 | 1,9 | 25,8 |

#### Massimi in carriera
- Massimo di punti: 37 (4 volte)[25]
- Massimo di rimbalzi: 23 vs Texas Tech (31 gennaio 2007)
- Massimo di assist: 16 vs Houston Rockets (27 dicembre 2023)
- Massimo di palle rubate: 5 vs Iowa State (10 febbraio 2007)
- Massimo di stoppate: 6 vs Kansas (11 marzo 2007)
- Massimo di minuti giocati: 52 vs Oklahoma State-Stillwater (16 gennaio 2007)

### NBA

#### Regular Season
| Anno       | Squadra          | PG    | PT    | MP   | TC%  | 3P%  | TL%   | RP  | AP  | PRP | SP  | PP    |
| ---------- | ---------------- | ----- | ----- | ---- | ---- | ---- | ----- | --- | --- | --- | --- | ----- |
| 2007-2008  | Seattle S.Sonics | 80    | 80    | 34,6 | 43,0 | 28,8 | 87,3  | 4,4 | 2,4 | 1,0 | 0,9 | 20,3  |
| 2008-2009  | Oklahoma Thunder | 74    | 74    | 39,0 | 47,6 | 42,2 | 86,3  | 6,5 | 2,8 | 1,3 | 0,7 | 25,3  |
| 2009-2010  | Oklahoma Thunder | 82    | 82    | 39,5 | 47,6 | 36,5 | 90,0  | 7,6 | 2,8 | 1,4 | 1,0 | 30,1* |
| 2010-2011  | Oklahoma Thunder | 78    | 78    | 38,9 | 46,2 | 35,0 | 88,0  | 6,8 | 2,7 | 1,1 | 1,0 | 27,7* |
| 2011-2012  | Oklahoma Thunder | 66    | 66    | 38,6 | 49,6 | 38,7 | 86,0  | 8,0 | 3,5 | 1,3 | 1,2 | 28,0* |
| 2012-2013  | Oklahoma Thunder | 81    | 81    | 38,5 | 51,0 | 41,6 | 90,5* | 7,9 | 4,6 | 1,4 | 1,3 | 28,1  |
| 2013-2014  | Oklahoma Thunder | 81    | 81    | 38,5 | 50,3 | 39,1 | 87,3  | 7,4 | 5,5 | 1,3 | 0,7 | 32,0* |
| 2014-2015  | Oklahoma Thunder | 27    | 27    | 33,8 | 51,0 | 40,3 | 85,4  | 6,6 | 4,1 | 0,9 | 0,9 | 25,4  |
| 2015-2016  | Oklahoma Thunder | 72    | 72    | 35,8 | 50,5 | 38,7 | 89,8  | 8,2 | 5,0 | 1,0 | 1,2 | 28,2  |
| 2016-2017† | G.S. Warriors    | 62    | 62    | 33,4 | 53,7 | 37,5 | 87,5  | 8,3 | 4,8 | 1,1 | 1,6 | 25,1  |
| 2017-2018† | G.S. Warriors    | 68    | 68    | 34,2 | 51,6 | 41,9 | 88,9  | 6,8 | 5,4 | 0,7 | 1,8 | 26,4  |
| 2018-2019  | G.S. Warriors    | 78    | 78    | 34,6 | 52,1 | 35,3 | 88,5  | 6,4 | 5,9 | 0,7 | 1,1 | 26,0  |
| 2020-2021  | Brooklyn Nets    | 35    | 32    | 33,1 | 53,7 | 45,0 | 88,2  | 7,1 | 5,6 | 0,7 | 1,3 | 26,9  |
| 2021-2022  | Brooklyn Nets    | 55    | 55    | 37,2 | 51,8 | 38,3 | 91,0  | 7,4 | 6,4 | 0,9 | 0,9 | 29,9  |
| 2022-2023  | Brooklyn Nets    | 39    | 39    | 36,0 | 55,9 | 37,6 | 93,4  | 6,7 | 5,3 | 0,8 | 1,5 | 29,7  |
| 2022-2023  | Phoenix Suns     | 8     | 8     | 33,7 | 57,0 | 53,7 | 83,3  | 6,4 | 3,5 | 0,3 | 1,3 | 26,0  |
| 2023-2024  | Phoenix Suns     | 75    | 75    | 37,2 | 52,3 | 41,3 | 85,6  | 6,6 | 5,0 | 0,9 | 1,2 | 27,1  |
| 2024-2025  | Phoenix Suns     | 62    | 62    | 36,5 | 52,7 | 43,0 | 83,9  | 6,0 | 4,2 | 0,8 | 1,2 | 26,6  |
| Carriera   | Carriera         | 1.123 | 1.120 | 36,7 | 50,1 | 38,7 | 88,4  | 7,0 | 4,4 | 1,1 | 1,1 | 27,3  |
| All-Star   | All-Star         | 10    | 8     | 26,9 | 53,6 | 34,9 | 89,7  | 6,2 | 3,7 | 1,7 | 0,5 | 25,0  |

#### Play-off
| Anno     | Squadra          | PG  | PT  | MP    | TC%  | 3P%  | TL%  | RP  | AP  | PRP | SP  | PP    |
| -------- | ---------------- | --- | --- | ----- | ---- | ---- | ---- | --- | --- | --- | --- | ----- |
| 2010     | Oklahoma Thunder | 6   | 6   | 38,5  | 35,0 | 28,6 | 87,1 | 7,7 | 2,3 | 0,5 | 1,3 | 25,0  |
| 2011     | Oklahoma Thunder | 17  | 17  | 42,5  | 44,9 | 33,9 | 83,8 | 8,2 | 2,8 | 0,9 | 1,1 | 28,6* |
| 2012     | Oklahoma Thunder | 20  | 20  | 41,9  | 51,7 | 37,3 | 86,4 | 7,4 | 3,7 | 1,5 | 1,2 | 28,5  |
| 2013     | Oklahoma Thunder | 11  | 11  | 44,1  | 45,5 | 31,4 | 83,0 | 9,0 | 6,3 | 1,3 | 1,1 | 30,8* |
| 2014     | Oklahoma Thunder | 19  | 19  | 42,9  | 46,0 | 34,4 | 81,0 | 8,9 | 3,9 | 1,0 | 1,3 | 29,6* |
| 2016     | Oklahoma Thunder | 18  | 18  | 40,3* | 43,0 | 28,2 | 89,0 | 7,1 | 3,3 | 1,0 | 1,0 | 28,4* |
| 2017†    | G.S. Warriors    | 15  | 15  | 35,5  | 55,6 | 44,2 | 89,3 | 7,9 | 4,3 | 0,8 | 1,3 | 28,5  |
| 2018†    | G.S. Warriors    | 21  | 21  | 38,4  | 48,7 | 34,1 | 90,1 | 7,8 | 4,7 | 0,7 | 1,2 | 29,0  |
| 2019     | G.S. Warriors    | 12  | 12  | 36,8  | 51,4 | 43,8 | 90,3 | 4,9 | 4,5 | 1,1 | 1,0 | 32,3* |
| 2021     | Brooklyn Nets    | 12  | 12  | 40,4  | 51,4 | 40,2 | 87,1 | 9,3 | 4,4 | 1,5 | 1,6 | 34,3  |
| 2022     | Brooklyn Nets    | 4   | 4   | 44,0* | 38,6 | 33,3 | 89,5 | 5,8 | 6,3 | 1,0 | 0,3 | 26,3  |
| 2023     | Phoenix Suns     | 11  | 11  | 42,4* | 47,8 | 33,3 | 91,7 | 8,7 | 5,5 | 0,8 | 1,4 | 29,0  |
| 2024     | Phoenix Suns     | 4   | 4   | 42,0  | 55,2 | 41,7 | 82,4 | 6,5 | 3,3 | 0,5 | 1,5 | 26,8  |
| Carriera | Carriera         | 170 | 170 | 40,5  | 47,7 | 35,6 | 86,8 | 7,8 | 4,2 | 1,0 | 1,2 | 29,3  |

#### Massimi in carriera
- Massimo di punti: 55 vs Atlanta Hawks (3 aprile 2022)[26]
- Massimo di rimbalzi: 19 vs Los Angeles Lakers (22 aprile 2010)
- Massimo di assist: 16 (2 volte)
- Massimo di palle rubate: 5 (4 volte)
- Massimo di stoppate: 7 (2 volte)
- Massimo di minuti giocati: 57 vs Memphis Grizzlies (9 maggio 2011)

### Cronologia presenze e punti in Nazionale
| Cronologia completa delle presenze e dei punti in Nazionale - Stati Uniti | Cronologia completa delle presenze e dei punti in Nazionale - Stati Uniti | Cronologia completa delle presenze e dei punti in Nazionale - Stati Uniti | Cronologia completa delle presenze e dei punti in Nazionale - Stati Uniti | Cronologia completa delle presenze e dei punti in Nazionale - Stati Uniti | Cronologia completa delle presenze e dei punti in Nazionale - Stati Uniti | Cronologia completa delle presenze e dei punti in Nazionale - Stati Uniti | Cronologia completa delle presenze e dei punti in Nazionale - Stati Uniti |
| Data                                                                      | Città                                                                     | In casa                                                                   | Risultato                                                                 | Ospiti                                                                    | Competizione                                                              | Punti                                                                     | Note                                                                      |
| ------------------------------------------------------------------------- | ------------------------------------------------------------------------- | ------------------------------------------------------------------------- | ------------------------------------------------------------------------- | ------------------------------------------------------------------------- | ------------------------------------------------------------------------- | ------------------------------------------------------------------------- | ------------------------------------------------------------------------- |
| 15/08/2010                                                                | New York                                                                  | Stati Uniti                                                               | 86 - 65                                                                   | Francia                                                                   | Amichevole                                                                | 14                                                                        |                                                                           |
| 28/08/2010                                                                | Istanbul                                                                  | Stati Uniti                                                               | 106 - 78                                                                  | Croazia                                                                   | Mondiali 2010 - Fase a gironi                                             | 14                                                                        | [ 27 ]                                                                    |
| 29/08/2010                                                                | Istanbul                                                                  | Slovenia                                                                  | 77 - 99                                                                   | Stati Uniti                                                               | Mondiali 2010 - Fase a gironi                                             | 22                                                                        | [ 28 ]                                                                    |
| 30/08/2010                                                                | Istanbul                                                                  | Stati Uniti                                                               | 70 - 68                                                                   | Brasile                                                                   | Mondiali 2010 - Fase a gironi                                             | 27                                                                        | [ 29 ]                                                                    |
| 01/09/2010                                                                | Istanbul                                                                  | Iran                                                                      | 51 - 88                                                                   | Stati Uniti                                                               | Mondiali 2010 - Fase a gironi                                             | 12                                                                        | [ 30 ]                                                                    |
| 02/09/2010                                                                | Istanbul                                                                  | Stati Uniti                                                               | 92 - 57                                                                   | Tunisia                                                                   | Mondiali 2010 - Fase a gironi                                             | 14                                                                        | [ 31 ]                                                                    |
| 06/09/2010                                                                | Istanbul                                                                  | Stati Uniti                                                               | 121 - 66                                                                  | Angola                                                                    | Mondiali 2010 - Ottavi di Finale                                          | 17                                                                        | [ 32 ]                                                                    |
| 09/09/2010                                                                | Istanbul                                                                  | Stati Uniti                                                               | 89 - 79                                                                   | Russia                                                                    | Mondiali 2010 - Quarti di Finale                                          | 33                                                                        | [ 33 ]                                                                    |
| 11/09/2010                                                                | Istanbul                                                                  | Stati Uniti                                                               | 89 - 74                                                                   | Lituania                                                                  | Mondiali 2010 - Semifinale                                                | 38                                                                        | [ 34 ]                                                                    |
| 12/09/2010                                                                | Istanbul                                                                  | Turchia                                                                   | 64 - 81                                                                   | Stati Uniti                                                               | Mondiali 2010 - Finale                                                    | 28                                                                        | [ 35 ]                                                                    |
| 12/07/2012                                                                | Las Vegas                                                                 | Stati Uniti                                                               | 113 - 59                                                                  | Rep. Dominicana                                                           | Amichevole                                                                | 24                                                                        | [ 36 ]                                                                    |
| 16/07/2012                                                                | Washington                                                                | Stati Uniti                                                               | 80 - 69                                                                   | Brasile                                                                   | Amichevole                                                                | 11                                                                        | [ 37 ]                                                                    |
| 19/07/2012                                                                | Manchester                                                                | Stati Uniti                                                               | 118 - 78                                                                  | Gran Bretagna                                                             | Amichevole                                                                | 13                                                                        | [ 38 ]                                                                    |
| 22/07/2012                                                                | Barcellona                                                                | Stati Uniti                                                               | 86 - 80                                                                   | Argentina                                                                 | Amichevole                                                                | 27                                                                        | [ 39 ]                                                                    |
| 24/07/2012                                                                | Barcellona                                                                | Stati Uniti                                                               | 100 - 78                                                                  | Spagna                                                                    | Amichevole                                                                | 13                                                                        | [ 40 ]                                                                    |
| 29/07/2012                                                                | Londra                                                                    | Stati Uniti                                                               | 98 - 71                                                                   | Francia                                                                   | Olimpiadi 2012 - Fase a gironi                                            | 22                                                                        | [ 41 ]                                                                    |
| 31/07/2012                                                                | Londra                                                                    | Tunisia                                                                   | 63 - 110                                                                  | Stati Uniti                                                               | Olimpiadi 2012 - Fase a gironi                                            | 13                                                                        | [ 42 ]                                                                    |
| 02/08/2012                                                                | Londra                                                                    | Stati Uniti                                                               | 156 - 73                                                                  | Nigeria                                                                   | Olimpiadi 2012 - Fase a gironi                                            | 14                                                                        | [ 43 ]                                                                    |
| 04/08/2012                                                                | Londra                                                                    | Lituania                                                                  | 94 - 99                                                                   | Stati Uniti                                                               | Olimpiadi 2012 - Fase a gironi                                            | 16                                                                        | [ 44 ]                                                                    |
| 06/08/2012                                                                | Londra                                                                    | Argentina                                                                 | 97 - 126                                                                  | Stati Uniti                                                               | Olimpiadi 2012 - Fase a gironi                                            | 28                                                                        | [ 45 ]                                                                    |
| 08/08/2012                                                                | Londra                                                                    | Stati Uniti                                                               | 119 - 86                                                                  | Australia                                                                 | Olimpiadi 2012 - Quarti di Finale                                         | 14                                                                        | [ 46 ]                                                                    |
| 10/08/2012                                                                | Londra                                                                    | Argentina                                                                 | 83 - 109                                                                  | Stati Uniti                                                               | Olimpiadi 2012 - Semifinale                                               | 19                                                                        | [ 47 ]                                                                    |
| 12/08/2012                                                                | Londra                                                                    | Stati Uniti                                                               | 107 - 100                                                                 | Spagna                                                                    | Olimpiadi 2012 - Finale                                                   | 30                                                                        | [ 48 ]                                                                    |
| 22/07/2016                                                                | Las Vegas                                                                 | Stati Uniti                                                               | 111 - 74                                                                  | Argentina                                                                 | Amichevole                                                                | 23                                                                        | [ 49 ]                                                                    |
| 24/07/2016                                                                | Los Angeles                                                               | Stati Uniti                                                               | 106 - 57                                                                  | Cina                                                                      | Amichevole                                                                | 19                                                                        | [ 50 ]                                                                    |
| 26/07/2016                                                                | Oakland                                                                   | Stati Uniti                                                               | 107 - 57                                                                  | Cina                                                                      | Amichevole                                                                | 13                                                                        | [ 51 ]                                                                    |
| 29/07/2016                                                                | Chicago                                                                   | Stati Uniti                                                               | 80 - 45                                                                   | Venezuela                                                                 | Amichevole                                                                | 9                                                                         | [ 52 ]                                                                    |
| 01/08/2016                                                                | Houston                                                                   | Stati Uniti                                                               | 110 - 66                                                                  | Nigeria                                                                   | Amichevole                                                                | 14                                                                        | [ 53 ]                                                                    |
| 06/08/2016                                                                | Rio de Janeiro                                                            | Cina                                                                      | 62 - 119                                                                  | Stati Uniti                                                               | Olimpiadi 2016 - Fase a gironi                                            | 25                                                                        | [ 54 ]                                                                    |
| 08/08/2016                                                                | Rio de Janeiro                                                            | Stati Uniti                                                               | 113 - 69                                                                  | Venezuela                                                                 | Olimpiadi 2016 - Fase a gironi                                            | 16                                                                        | [ 55 ]                                                                    |
| 10/08/2016                                                                | Rio de Janeiro                                                            | Australia                                                                 | 88 - 98                                                                   | Stati Uniti                                                               | Olimpiadi 2016 - Fase a gironi                                            | 14                                                                        | [ 56 ]                                                                    |
| 12/08/2016                                                                | Rio de Janeiro                                                            | Stati Uniti                                                               | 94 - 91                                                                   | Serbia                                                                    | Olimpiadi 2016 - Fase a gironi                                            | 12                                                                        | [ 57 ]                                                                    |
| 14/08/2016                                                                | Rio de Janeiro                                                            | Stati Uniti                                                               | 100 - 97                                                                  | Francia                                                                   | Olimpiadi 2016 - Fase a gironi                                            | 17                                                                        | [ 58 ]                                                                    |
| 17/08/2016                                                                | Rio de Janeiro                                                            | Stati Uniti                                                               | 105 - 78                                                                  | Argentina                                                                 | Olimpiadi 2016 - Quarti di Finale                                         | 27                                                                        | [ 59 ]                                                                    |
| 19/08/2016                                                                | Rio de Janeiro                                                            | Spagna                                                                    | 76 - 82                                                                   | Stati Uniti                                                               | Olimpiadi 2016 - Semifinale                                               | 14                                                                        | [ 60 ]                                                                    |
| 21/08/2016                                                                | Rio de Janeiro                                                            | Serbia                                                                    | 66 - 96                                                                   | Stati Uniti                                                               | Olimpiadi 2016 - Finale                                                   | 30                                                                        | [ 61 ]                                                                    |
| 10/07/2021                                                                | Las Vegas                                                                 | Stati Uniti                                                               | 87 - 90                                                                   | Nigeria                                                                   | Amichevole                                                                | 17                                                                        | [ 62 ]                                                                    |
| 12/07/2021                                                                | Las Vegas                                                                 | Stati Uniti                                                               | 83 - 91                                                                   | Australia                                                                 | Amichevole                                                                | 17                                                                        | [ 63 ]                                                                    |
| 13/07/2021                                                                | Las Vegas                                                                 | Stati Uniti                                                               | 108 - 80                                                                  | Argentina                                                                 | Amichevole                                                                | 17                                                                        | [ 64 ]                                                                    |
| 18/07/2021                                                                | Las Vegas                                                                 | Stati Uniti                                                               | 83 - 76                                                                   | Spagna                                                                    | Amichevole                                                                | 14                                                                        | [ 65 ]                                                                    |
| 25/07/2021                                                                | Saitama                                                                   | Francia                                                                   | 83 - 76                                                                   | Stati Uniti                                                               | Olimpiadi 2020 - Fase a gironi                                            | 10                                                                        | [ 66 ]                                                                    |
| 28/07/2021                                                                | Saitama                                                                   | Stati Uniti                                                               | 121 - 66                                                                  | Iran                                                                      | Olimpiadi 2020 - Fase a gironi                                            | 10                                                                        | [ 67 ]                                                                    |
| 03/08/2021                                                                | Saitama                                                                   | Stati Uniti                                                               | 119 - 84                                                                  | Rep. Ceca                                                                 | Olimpiadi 2020 - Fase a gironi                                            | 23                                                                        | [ 68 ]                                                                    |
| 03/08/2021                                                                | Saitama                                                                   | Spagna                                                                    | 81 - 95                                                                   | Stati Uniti                                                               | Olimpiadi 2020 - Quarti di Finale                                         | 29                                                                        | [ 69 ]                                                                    |
| 05/08/2021                                                                | Saitama                                                                   | Stati Uniti                                                               | 97 - 78                                                                   | Australia                                                                 | Olimpiadi 2020 - Semifinale                                               | 23                                                                        | [ 70 ]                                                                    |
| 07/08/2021                                                                | Saitama                                                                   | Francia                                                                   | 82 - 87                                                                   | Stati Uniti                                                               | Olimpiadi 2020 - Finale                                                   | 29                                                                        | [ 71 ]                                                                    |
| Totale                                                                    |                                                                           | Presenze                                                                  | 46                                                                        |                                                                           | Punti                                                                     | 884                                                                       |                                                                           |

## Filmografia

### Attore

#### Cinema
- Thunderstruck - Un talento fulminante (2012)

#### Televisione
- Billions - serie TV, episodio 3x09 (2018)

### Produttore
- Due estranei (Two Distant Strangers), regia di Travon Free e Martin Desmond Roe - cortometraggio (2020)
- Swagger - serie tv Apple TV+ (2021)

## Palmarès

### High school
- McDonald's All-American Game: 1

2006

### College
- NCAA AP Player of the Year: 1

2007
- Premio John R. Wooden: 1

2007
- Naismith College Player of the Year: 1

2007
- NCAA AP All-America First Team: 1

2007

### NBA
- Campionato NBA: 2

Golden State Warriors: 2017, 2018
- MVP della regular season: 1

2014
- MVP delle Finals: 2

2017, 2018
- MVP dell'All-Star Game: 2

2012, 2019
- NBA H-O-R-S-E Competition: 2

2009, 2010
- NBA Rookie of the Year Award: 1

2008
- Miglior marcatore della stagione: 4

2010, 2011, 2012, 2014
- Miglior tiratore di liberi NBA (2013)
- All-Rookie First Team: 1

2008
- All-NBA Team: 11

First Team: 2010, 2011, 2012, 2013, 2014, 2018
Second Team: 2016, 2017, 2019, 2022, 2024
- All-NBA In-Season Tournament Team

First Team: 2023
- Convocazioni all'All-Star Game: 14

2010, 2011, 2012, 2013, 2014, 2015, 2016, 2017, 2018, 2019, 2021, 2022, 2023, 2024
- Ottavo miglior marcatore di sempre sommando ABA e NBA
- Ottavo miglior marcatore di sempre NBA
- Inserito nel NBA 75th Anniversary Team

### Nazionale
- Oro olimpico: 4 (record)

Londra 2012, Rio de Janeiro 2016, Tokyo 2020, Parigi 2024
- Oro mondiale: 1

Turchia 2010
- MVP del campionato mondiale: 1

2010
- Membro del quintetto ideale del campionato mondiale: 1

2010
- MVP Giochi olimpici Tokyo 2020
- Membro quintetto ideale Giochi olimpici Tokyo 2020

## Doppiatori italiani
- Marco Fumarola in Billions